# 太平河 (辽河)
太平河，也称喜彬河，位于中华人民共和国辽宁省南部的一条河流，是辽河右岸支流，现已改造成为辽河和绕阳河之间的一条灌溉排水渠道，北起盘山县高升街道文奎村南，向西南流经得胜街道、县城太平街道与盘锦市双台子区交界地带，最后在陆家镇新农村以东汇入辽河，河口建有节制闸，防止潮水倒灌。干流全长41.6千米，流域面积177.5平方千米，年均径流量0.018亿立方米。流域地处辽河平原南部，地势低平，沿岸农业发达，所产盘锦大米闻名全国。